# Justicia neomontana
Justicia neomontana là một loài thực vật có hoa trong họ Ô rô. Loài này được Bennet & S. Chandra mô tả khoa học đầu tiên năm 1982.